# Französische Frauenfußballmeisterschaft 1985/86
Die französische Frauenfußballmeisterschaft 1985/86 war die zwölfte Ausspielung dieses Titels nach der offiziellen Anerkennung des Frauenfußballs durch den Fußballverband Frankreichs, die FFF, im Jahr 1970.
Die Meisterschaft 1985/86 – eine frankreichweite höchste Liga gab es vor 1992 nicht – wurde in einer Mischung aus Gruppenspiel- und K.-o.-Modus ausgetragen; für die Teilnahme an der landesweiten Endrunde mussten sich die Frauschaften zuvor auf regionaler Ebene qualifizieren. Die Vorjahresmeisterinnen von VGA Saint-Maur erreichten erneut das Endspiel, setzten sich darin gegen die ASJ Soyaux durch und gewannen somit binnen vier Jahren ihren dritten französischen Meistertitel.

## Vorrunde
Zunächst wurde in acht regional aufgeteilten Gruppen à sechs Frauschaften jeweils eine doppelte Punkterunde mit Hin- und Rückspielen ausgetragen. Die danach je drei Gruppenbesten, insgesamt also 24 Teams, erreichten die nächste Runde, das Viertelfinale, während die anderen 24 Mannschaften um das sogenannte Championnat de Deuxième Division, also die Zweitligameisterschaft, spielten. In den Gruppen der beiden ersten Runden trat jeder Verein gegen jeden anderen zweimal an, in einem Heim- und einem Auswärtsspiel. Bei Punktgleichheit von zwei oder mehr Teams – es galt die Zwei-Punkte-Regel – gab zunächst der direkte Vergleich und, falls notwendig, anschließend die bessere Tordifferenz aus sämtlichen Spielen den Ausschlag.
In den verwendeten Quellen werden für Vorrunde und Viertelfinale keine einzelnen Ergebnisse, sondern lediglich Abschlussplatzierungen und Pluspunktzahlen angegeben. Die Punktangaben sind allerdings nicht vollständig, so dass hier für beide Runden darauf verzichtet wird, sie zu nennen.
| Gruppe | Rang 1 bis 3                                                     | Rang 4 bis 6                                                   |
| ------ | ---------------------------------------------------------------- | -------------------------------------------------------------- |
| A      | Omnium Sports Monaco, SC Caluire Saint-Clair, FC Valence         | SMUC Saint-Joseph, Olympique Marseille, UA La Valette          |
| B      | AS Muret, Racing Paillade Montpellier, Olympique Mirail Toulouse | FC Saint-Loubes, FC Langon, ES Arpajon                         |
| C      | ES Trois Cités Poitiers, ASJ Soyaux, US Montfaucon               | ASPTT Bordeaux, AS Gagnerie, ES Saint-André-d’Ornay            |
| D      | Stade Quimper, CS Saint-Brieuc, FCF Condé-sur-Noireau            | FC Bergot Brest, CA Lisieux, US Villaines                      |
| E      | EC Tours, JS Poissy, US Orléans                                  | Paris Saint-Germain, AO Boran-sur-Oise, FC Le Neubourg         |
| F      | VGA Saint-Maur, FCF Hénin-Beaumont, AC Cambrai                   | Juvisy FCF, AS Saint-Quentin, AC Abbeville                     |
| G      | FC Metz, ASPTT Strasbourg, FC Baldersheim                        | AS Sault-lès-Rethel, FC Vendenheim, zurückgezogen: Stade Reims |
| H      | FC Lyon, AS Moulins, AS Toussieu                                 | Racing Saint-Étienne, AC Gy, US Baume-les-Dames                |

Mit dem Rückzug der Frauschaft von Stade Reims aus dem laufenden Spielbetrieb ging eine Ära zu Ende. Die Rémoises hatten den Frauenfußball westlich des Rheins über rund ein Jahrzehnt beherrscht und dabei fünf Landesmeistertitel gewonnen sowie in drei weiteren Endspielen gestanden. Bald darauf gründeten einige Spielerinnen den Football Club Féminin de Reims neu, der gut 15 Jahre zuvor die Keimzelle des Reimser Frauenfußballs gewesen war; nennenswerte Erfolge waren dem FCFR aber bis ins 21. Jahrhundert hinein nicht beschieden.

## Viertelfinale
Nach Abschluss der Gruppenspiele dieser Runde qualifizierte sich nur der jeweilige Tabellenerste für das Halbfinale, dessen Begegnungen in Hin- und Rückspiel ausgetragen wurden. Die Angabe doppelt besetzter Plätze geht darauf zurück, dass auch für das Viertelfinale bisher nicht sämtliche Spielergebnisse bekannt sind.
| Pl. | Verein                |
| --- | --------------------- |
| 1.  | VGA Saint-Maur        |
| 2.  | FCF Hénin-Beaumont    |
| 2.  | JS Poissy             |
| 4.  | AC Cambrai            |
| 4.  | EC Tours              |
| 6.  | FCF Condé-sur-Noireau |

| Pl. | Verein           |
| --- | ---------------- |
| 1.  | ASPTT Strasbourg |
| 2.  | FC Metz          |
| 2.  | AS Toussieu      |
| 4.  | AS Moulins       |
| 4.  | FC Lyon          |
| 6.  | FC Baldersheim   |

| Pl. | Verein                  |
| --- | ----------------------- |
| 1.  | OS Monaco               |
| 2.  | AS Muret                |
| 3.  | SC Caluire Saint-Clair  |
| 4.  | FC Valence              |
| 4.  | Olymp. Mirail Toulouse  |
| 6.  | RC Paillade Montpellier |

| Pl. | Verein          |
| --- | --------------- |
| 1.  | ASJ Soyaux      |
| 2.  | CS Saint-Brieuc |
| 3.  | US Montfaucon   |
| 4.  | Stade Quimper   |
| 4.  | US Orléans      |
| 6.  | ESTC Poitiers   |

## Halbfinale
| ASJ Soyaux – ASPTT Strasbourg | 3:2 | 4:0 |
| VGA Saint-Maur – OS Monaco    | 3:2 | 4:0 |

## Endspiel
Das Finale fand am 1. Juni 1986 in Mérignac statt.
| VGA Saint-Maur – ASJ Soyaux | 5:1 (2:1) |

Aufstellungen
- Saint-Maur: Sandrine Roux – Marie-Antoinette Bilon (71. Laurence Richoux), Mesnil, Guilly, Sylvie Baracat (72. Bosser) – Marie-Agnès Annequin, Élisabeth Loisel, Corine Suchodolski, Martine Puentes (53. Nathalie Flisar) – Nicole Abar, Régine Mismacq
Trainerin: Dominique Tedeschi
- Soyaux: Rouyer – Sylvie Dizier, Audier, Mazoué, Peligri (75. Rossi) – Nathalie Tarade (77. Tartat), Clergeau, Baudry (47. Véronique Lapouge), Bernadette Constantin – Delbecque, Florence Rimbault
Trainer: Claude Fort

Tore
0:1 Rimbault (5.)

1:1 Puentes (7.)

2:1 Puentes (20.)

3:1 Abar (62.)

4:1 Flisar (71.)

5:1 Abar (72.)